# فینال‌های ان‌بی‌ای ۲۰۰۴
فینال‌های ان‌بی‌ای ۲۰۰۴ دور قهرمانی مسابقات اتحادیهٔ ملی بسکتبال (NBA) در فصل ۰۴–۲۰۰۳ و پایان‌بخش بازی‌های حذفی این فصل می‌باشد. در این مرحله تیم لس آنجلس لیکرز به عنوان قهرمان کنفرانس غرب در سری بازی‌های بهترین از هفت که با مزیت خانگی برای این تیم همراه بود، به دیدار تیم دیترویت پیستونز به عنوان قهرمان کنفرانس شرق رفت.
با این‌که لیکرز با هدایت کوبی برایانت و شکیل اونیل از از تیم‌های پر طرفدار و محبوب لیگ به‌شمار می‌رفت، اما تیم پیستونز در پنج بازی موفق شد این سری را به سود خود تمام کند و عنوان قهرمانی را از آن خود کند. این قهرمانی در کل پنجمین قهرمانی پیستونز به عنوان یک باشگاه بود (دو قهرمانی NBL در ۱۹۴۴ و ۱۹۴۵ با نام فورت وین پیستونز نیز شامل شده‌است) و همچنین نخستین قهرمانی این تیم پس از دو قهرمانی در سال‌های ۱۹۸۹ و ۱۹۹۰ بود. این تیم توانست پس از نزدیک به پانزده سال با غلبه بر لیکرز که چهار عضو آن سپس به تالار مشاهیر راه یافتند به قهرمانی برسد.
ویلیام دیویدسون، دارندهٔ پیستونز تبدیل به نخستین مالک در تاریخ ورزش آمریکا شد که در یک سال تقویمی موفق به کسب دو عنوان قهرمانی شده‌است. هشت روز پیش از قهرمانی پیستونز در ان‌بی‌ای، در لیگ ملی هاکی (ان‌اچ‌ال)، تیم تمپا بی لایتنینگ تحت مالکیت دیویدسون با شکست دادن کلگری فلیمس در هفت بازی، توانست قهرمانی لیگ و جام استنلی را از آن خود کند.
این فینال، همراه با سری فینال‌های ۲۰۰۶ و ۲۰۰۸، تنها سه سری قهرمانی ان‌بی‌ای در دههٔ ۲۰۰۰ بودند که تیمی به غیر از لس آنجلس لیکرز و سن آنتونیو اسپرز توانست در آن به برتری دست پیدا کند.

## پیش‌زمینه

### مسیر فینال‌ها
| لس آنجلس لیکرز (قهرمان کنفرانس غرب)                                   | لس آنجلس لیکرز (قهرمان کنفرانس غرب) | دیترویت پیستونز (قهرمان کنفرانس شرق) | دیترویت پیستونز (قهرمان کنفرانس شرق)                                |
| --------------------------------------------------------------------- | ----------------------------------- | ------------------------------------ | ------------------------------------------------------------------- |
| الگو:2003–04 NBA West standingsسید دوم در غرب، چهارمین رکورد برتر لیگ | فصل عادی                            | فصل عادی                             | الگو:2003–04 NBA East standingsسید سوم در شرق، ششمین رکورد برتر لیگ |
| پیروزی برابر (۷) هیوستون راکتس، ۴–۱                                   | دور یکم                             | دور یکم                              | پیروزی برابر (۶) میلواکی باکس، ۴–۱                                  |
| پیروزی برابر (۳) سن آنتونیو اسپرز، ۴–۲                                | نیمه‌نهایی‌های کنفرانس                | نیمه‌نهایی‌های کنفرانس                 | پیروزی برابر (۲) بروکلین نتس، ۴–۳                                   |
| پیروزی برابر (۱) مینه‌سوتا تیمبرولوز، ۴–۲                              | فینال‌های کنفرانس                    | فینال‌های کنفرانس                     | پیروزی برابر (۱) ایندیانا پیسرز، ۴–۲                                |

### سری‌های فصل عادی
دو تیم دو دیدار داشتند، هر کدام یک برد خانگی کسب کردند:
| ۱۴ نوامبر ۲۰۰۳ |

|  |

| دیترویت پیستونز ۸۹, لس آنجلس لیکرز ۹۴ |

| ۱۸ نوامبر ۲۰۰۳ |

|  |

| لس آنجلس لیکرز ۹۶, دیترویت پیستونز ۱۰۶ |

## خلاصه سری
| بازی   | تاریخ            | تیم مهمان       | نتیجه                   | تیم میزبان      |
| ------ | ---------------- | --------------- | ----------------------- | --------------- |
| بازی ۱ | یکشنبه، ۶ ژوئن   | دیترویت پیستونز | ۸۷–۷۵ (۱–۰)             | لس آنجلس لیکرز  |
| بازی ۲ | سه‌شنبه، ۸ ژوئن   | دیترویت پیستونز | ۹۱–۹۹ (وقت اضافه) (۱–۱) | لس آنجلس لیکرز  |
| بازی ۳ | پنج‌شنبه، ۱۰ ژوئن | لس آنجلس لیکرز  | ۶۸–۸۸ (۱–۲)             | دیترویت پیستونز |
| بازی ۴ | یکشنبه، ۱۳ ژوئن  | لس آنجلس لیکرز  | ۸۰–۸۸ (۱–۳)             | دیترویت پیستونز |
| بازی ۵ | سه‌شنبه، ۱۵ ژوئن  | لس آنجلس لیکرز  | ۸۷–۱۰۰ (۱–۴)            | دیترویت پیستونز |

## خلاصه بازی
تمامی زمان‌ها بر اساس منطقه زمانی شرقی (یوتی‌سی ۴:۰۰-) است.

### بازی ۱
| ۶ ژوئن 9:00 pm ET |

| Recap توسط Wayback Machine (بایگانی‌شده مارس ۲۱, ۲۰۱۰) |

| دیترویت پیستونز ۸۷, لس آنجلس لیکرز ۷۵                                              |  |                                                                                  |
| امتیاز بر پایه وقت: ۲۲–۱۹, ۱۸–۲۲, ۲۴–۱۷, ۲۳–۱۷                                     |  |                                                                                  |
| امتیاز: چانسی بیلاپس ۲۲ ریباند: بن والاس، رشید والاس همگی ۸ پاس : ریچارد همیلتون ۵ |  | امتیاز: شکیل اونیل ۳۴ ریباند: کارل مالون، شکیل اونیل همگی ۱۱ پاس: کوبی برایانت ۴ |
| دیترویت پیشتاز سری، ۱–۰                                                            |  |                                                                                  |

### بازی ۲
| ۸ ژوئن 9:00 pm ET |

| Recap توسط Wayback Machine (بایگانی‌شده مارس ۲۱, ۲۰۱۰) |

| دیترویت پیستونز ۹۱, لس آنجلس لیکرز ۹۹ (OT)                       |  |                                                                |
| امتیاز بر پایه وقت: ۱۶–۱۸, ۲۰–۲۶, ۳۰–۲۴, ۲۳–۲۱, وقت اضافه: ۲–۱۰  |  |                                                                |
| امتیاز: چانسی بیلاپس ۲۷ ریباند: بن والاس ۱۴ پاس : چانسی بیلاپس ۹ |  | امتیاز: کوبی برایانت ۳۳ ریباند: کارل مالون ۹ پاس: لوک والتون ۸ |
| سری برابر، ۱–۱                                                   |  |                                                                |

### بازی ۳
| ۱۰ ژوئن 9:00 pm ET |

| Recap توسط Wayback Machine (بایگانی‌شده مارس ۲۱, ۲۰۱۰) |

| لس آنجلس لیکرز ۶۸, دیترویت پیستونز ۸۸                                         |  |                                                                                                  |
| امتیاز بر پایه وقت: ۱۶–۲۴, ۱۶–۱۵, ۱۹–۲۴, ۱۷–۲۵                                |  |                                                                                                  |
| امتیاز: شکیل اونیل ۱۴ ریباند: Medvedenko, شکیل اونیل همگی ۸ پاس : گری پیتون ۷ |  | امتیاز: ریچارد همیلتون ۳۱ ریباند: بن والاس ۱۱ پاس: چانسی بیلاپس، ریچارد همیلتون، بن والاس همگی ۳ |
| دیترویت پیشتاز سری، ۲–۱                                                       |  |                                                                                                  |

### بازی ۴
| ۱۳ ژوئن 9:00 pm ET |

| Recap توسط Wayback Machine (بایگانی‌شده مارس ۲۱, ۲۰۱۰) |

| لس آنجلس لیکرز ۸۰, دیترویت پیستونز ۸۸                        |  |                                                                                  |
| امتیاز بر پایه وقت: ۲۲–۲۱, ۱۷–۲۰, ۱۷–۱۵, ۲۴–۳۲               |  |                                                                                  |
| امتیاز: شکیل اونیل ۳۶ ریباند: شکیل اونیل ۲۰ پاس : Rick Fox ۶ |  | امتیاز: رشید والاس ۲۶ ریباند: بن والاس، رشید والاس همگی ۱۳ پاس: ریچارد همیلتون ۶ |
| دیترویت پیشتاز سری، ۳–۱                                      |  |                                                                                  |

### بازی ۵
| ۱۵ ژوئن 9:00 pm ET |

| Recap توسط Wayback Machine (بایگانی‌شده مارس ۲۱, ۲۰۱۰) |

| لس آنجلس لیکرز ۸۷, دیترویت پیستونز ۱۰۰                          |  |                                                                   |
| امتیاز بر پایه وقت: ۲۴–۲۵, ۲۱–۳۰, ۱۴–۲۷, ۲۸–۱۸                  |  |                                                                   |
| امتیاز: کوبی برایانت ۲۴ ریباند: شکیل اونیل ۸ پاس : لوک والتون ۵ |  | امتیاز: ریچارد همیلتون ۲۱ ریباند: بن والاس ۲۲ پاس: چانسی بیلاپس ۶ |
| دیترویت برندهٔ سری، ۴–۱                                          |  |                                                                   |

## آمارهای بازیکنان
دیترویت پیستونز
| بازیکن             | GP | GS | MPG  | FG%   | 3FG%  | FT%   | RPG  | APG | SPG | BPG | PPG  |
| ------------------ | -- | -- | ---- | ----- | ----- | ----- | ---- | --- | --- | --- | ---- |
| Chauncey Billups   | ۵  | ۵  | ۳۸٫۴ | ۰٫۵۰۹ | ۰٫۴۷۱ | ۰٫۹۲۹ | ۳٫۲  | ۵٫۲ | ۱٫۲ | ۰٫۰ | ۲۱٫۰ |
| Elden Campbell     | ۵  | ۰  | ۱۳٫۶ | ۰٫۳۷۵ | ۰٫۰۰۰ | ۰٫۵۰۰ | ۲٫۶  | ۱٫۶ | ۱٫۰ | ۰٫۶ | ۳٫۴  |
| Darvin Ham         | ۴  | ۰  | ۲٫۵  | ۱٫۰۰۰ | ۰٫۰۰۰ | ۰٫۰۰۰ | ۰٫۳  | ۰٫۰ | ۰٫۰ | ۰٫۰ | ۰٫۵  |
| Richard Hamilton   | ۵  | ۵  | ۴۴٫۴ | ۰٫۴۰۲ | ۰٫۴۰۰ | ۰٫۸۵۳ | ۵٫۲  | ۴٫۰ | ۰٫۸ | ۰٫۰ | ۲۱٫۴ |
| Lindsey Hunter     | ۵  | ۰  | ۱۳٫۰ | ۰٫۲۹۴ | ۰٫۲۵۰ | ۱٫۰۰۰ | ۱٫۴  | ۰٫۸ | ۰٫۶ | ۰٫۴ | ۳٫۶  |
| Mike James         | ۵  | ۰  | ۴٫۴  | ۰٫۵۰۰ | ۰٫۰۰۰ | ۰٫۰۰۰ | ۰٫۸  | ۰٫۸ | ۰٫۰ | ۰٫۰ | ۰٫۸  |
| Darko Miličić      | ۳  | ۰  | ۱٫۷  | ۰٫۰۰۰ | ۰٫۰۰۰ | ۰٫۰۰۰ | ۰٫۷  | ۰٫۰ | ۰٫۳ | ۰٫۰ | ۰٫۰  |
| Mehmet Okur        | ۴  | ۰  | ۹٫۸  | ۰٫۴۴۴ | ۱٫۰۰۰ | ۰٫۵۰۰ | ۱٫۵  | ۰٫۵ | ۰٫۰ | ۰٫۰ | ۲٫۸  |
| Tayshaun Prince    | ۵  | ۵  | ۳۹٫۲ | ۰٫۳۸۹ | ۰٫۱۸۸ | ۰٫۴۵۵ | ۶٫۸  | ۲٫۰ | ۱٫۸ | ۰٫۴ | ۱۰٫۰ |
| Ben Wallace        | ۵  | ۵  | ۴۰٫۶ | ۰٫۴۷۸ | ۰٫۰۰۰ | ۰٫۲۹۴ | ۱۳٫۶ | ۱٫۴ | ۱٫۸ | ۱٫۰ | ۱۰٫۸ |
| Rasheed Wallace    | ۵  | ۵  | ۳۰٫۲ | ۰٫۴۵۳ | ۰٫۲۵۰ | ۰٫۷۷۸ | ۷٫۸  | ۱٫۴ | ۰٫۴ | ۱٫۶ | ۱۳٫۰ |
| Corliss Williamson | ۵  | ۰  | ۱۰٫۴ | ۰٫۴۰۰ | ۰٫۰۰۰ | ۰٫۹۰۰ | ۲٫۴  | ۰٫۲ | ۰٫۰ | ۰٫۰ | ۴٫۲  |

لس آنجلس لیکرز
| بازیکن           | GP | GS | MPG  | FG%   | 3FG%  | FT%   | RPG  | APG | SPG | BPG | PPG  |
| ---------------- | -- | -- | ---- | ----- | ----- | ----- | ---- | --- | --- | --- | ---- |
| Kobe Bryant      | ۵  | ۵  | ۴۶٫۲ | ۰٫۳۸۱ | ۰٫۱۷۴ | ۰٫۹۲۰ | ۲٫۸  | ۴٫۴ | ۱٫۸ | ۰٫۶ | ۲۲٫۶ |
| Brian Cook       | ۳  | ۰  | ۷٫۰  | ۰٫۱۶۷ | ۰٫۰۰۰ | ۱٫۰۰۰ | ۲٫۷  | ۰٫۰ | ۰٫۳ | ۰٫۰ | ۱٫۳  |
| Derek Fisher     | ۵  | ۰  | ۲۰٫۲ | ۰٫۳۰۶ | ۰٫۳۷۵ | ۰٫۵۷۱ | ۳٫۰  | ۱٫۸ | ۱٫۰ | ۰٫۰ | ۶٫۴  |
| Rick Fox         | ۳  | ۰  | ۱۰٫۰ | ۰٫۵۷۱ | ۰٫۰۰۰ | ۰٫۰۰۰ | ۱٫۰  | ۲٫۳ | ۰٫۰ | ۰٫۰ | ۲٫۷  |
| Devean George    | ۵  | ۵  | ۲۰٫۸ | ۰٫۳۹۳ | ۰٫۳۳۳ | ۰٫۵   | ۲٫۸  | ۰٫۶ | ۱٫۰ | ۰٫۴ | ۵٫۸  |
| Karl Malone      | ۴  | ۴  | ۳۰٫۵ | ۰٫۳۳۳ | ۰٫۰۰۰ | ۰٫۶۶۷ | ۷٫۳  | ۲٫۳ | ۰٫۳ | ۰٫۳ | ۵٫۰  |
| Slava Medvedenko | ۵  | ۱  | ۱۴٫۴ | ۰٫۳۵۳ | ۰٫۰۰۰ | ۰٫۷۵۰ | ۳٫۶  | ۰٫۶ | ۰٫۰ | ۰٫۲ | ۳٫۶  |
| Shaquille O'Neal | ۵  | ۵  | ۴۲٫۶ | ۰٫۶۳۱ | ۰٫۰۰۰ | ۰٫۴۹۱ | ۱۰٫۸ | ۱٫۶ | ۰٫۴ | ۰٫۶ | ۲۶٫۶ |
| Gary Payton      | ۵  | ۵  | ۳۳٫۶ | ۰٫۳۲۱ | ۰٫۲۰۰ | ۰٫۵۰۰ | ۳٫۰  | ۴٫۴ | ۱٫۲ | ۰٫۴ | ۴٫۲  |
| Kareem Rush      | ۵  | ۰  | ۱۵٫۶ | ۰٫۳۱۸ | ۰٫۲۵۰ | ۰٫۰۰۰ | ۱٫۰  | ۰٫۴ | ۰٫۲ | ۰٫۰ | ۳٫۶  |
| Bryon Russell    | ۳  | ۰  | ۲٫۷  | ۰٫۰۰۰ | ۰٫۰۰۰ | ۰٫۰۰۰ | ۰٫۳  | ۰٫۰ | ۰٫۰ | ۰٫۰ | ۰٫۰  |
| Luke Walton      | ۴  | ۰  | ۱۹٫۳ | ۰٫۳۸۵ | ۰٫۱۶۷ | ۱٫۰۰۰ | ۳٫۰  | ۴٫۵ | ۱٫۵ | ۰٫۵ | ۳٫۳  |